# Кампу-Белу (микрорегион)
Кампу-Белу (порт. Microrregião de Campo Belo) — микрорегион в Бразилии, входит в штат Минас-Жерайс. Составная часть мезорегиона Запад штата Минас-Жерайс. Население составляет 111 762 человека (на 2010 год). Площадь — 2698,809 км². Плотность населения — 41,41 чел./км².

## Демография
Согласно сведениям, собранным в ходе переписи 2010 года Национальным институтом географии и статистики, население микрорегиона составляет:						
| Полное население                             | Полное население                             | Полное население                             | Полное население                             | 111 762 |
| -------------------------------------------- | -------------------------------------------- | -------------------------------------------- | -------------------------------------------- | ------- |
| в том числе:                                 | Городское население                          | 96 294                                       | Процент городского населения, %              | 86,16   |
|                                              | Сельское население                           | 15 468                                       | Процент сельского населения, %               | 13,84   |
|                                              | Мужское население                            | 55 482                                       | Процент мужского населения, %                | 49,64   |
|                                              | Женское население                            | 56 280                                       | Процент женского населения, %                | 50,36   |
| Плотность населения, чел/км²                 | Плотность населения, чел/км²                 | Плотность населения, чел/км²                 | Плотность населения, чел/км²                 | 41,41   |
| Население микрорегиона в % к населению штата | Население микрорегиона в % к населению штата | Население микрорегиона в % к населению штата | Население микрорегиона в % к населению штата | 0,57    |

## Статистика
- Валовой внутренний продукт на 2003 год составляет 491 320 523,00 реалов (данные: Бразильский институт географии и статистики).
- Валовой внутренний продукт на душу населения на 2003 год составляет 4493,24 реалов (данные: Бразильский институт географии и статистики).
- Индекс развития человеческого потенциала на 2000 год составляет 0,762 (данные: Программа развития ООН).

## Состав микрорегиона
В составе микрорегиона включены следующие муниципалитеты:
- Агуанил
- Кампу-Белу
- Кана-Верди
- Кандеяс
- Кристайс
- Пердойнс
- Сантана-ду-Жакаре